# Ángeles sin paraíso (película)
Ángeles sin paraíso (en inglés; A Child is waiting, también conocida en algunos países hispanos como Un niño espera) es una película dramática estadounidense de 1963 dirigida por John Cassavetes, protagonizada por Burt Lancaster y Judy Garland y producida por Stanley Kramer.

## Reparto
- Burt Lancaster como el Dr. Matthew Clark
- Judy Garland como Jean Hansen
- Gena Rowlands como Sophie Widdicombe Benham
- Steven Hill como Ted Widdicombe
- Lawrence Tierney como Douglas Benham
- Bruce Ritchey como Reuben Widdicombe
- John Marley como Holland
- Paul Stewart como Goodman
- Elizabeth Wilson como la señorita Fogarty
- Barbara Pepper como la señorita Brown
- Keith and Kerry Simon como Reuben
- Billy Mumy como el niño con las perlas
- Juanita Moore como la madre de Julius

## Recepción

### Crítica
La película recibió mayormente elogios del público y la crítica. Variety calificó la película como "una dramatización conmovedora, provocativa y reveladora" y añadió: "Burt Lancaster ofrece una interpretación firme, sincera, persuasiva y sencilla como el psicólogo profesionalmente objetivo pero comprensivo que dirige la institución. Judy Garland ofrece un retrato comprensivo de una persona demasiado Maestra involucrada que llega a ver el error de su obsesión por la difícil situación de un niño".